# Can I Sit Next to You Girl
Can I Sit Next to You Girl - to piosenka australijskiej grupy hardrockowej AC/DC, autorstwa Angusa i Malcolma Youngów, wydana 22 lipca 1974 nakładem Albert Productions. Singel znalazł się na drugiej studyjnej płycie zespołu T.N.T. z 1975 i pierwszej kompilacji High Voltage z 1976. Jest to jedyna piosenka w której występował pierwszy wokalista zespołu Dave Evans, (zastąpiony później przez Bona Scotta, który był frontmanem zespołu do 1980) i pierwszy perkusista AC/DC, Peter Clack. W 1975 piosenka została nagrana ponownie z wokalem Bona Scotta i perkusistą Philem Ruddem.